# Gérard Jacques
Gérard Rogier Pieter baron Jacques (Roeselare, 1 april 1928) is een Belgisch voormalig koloniaal administrator, diplomaat en hofdignitaris.

## Levensloop
Gérard Jacques studeerde politieke en administratieve wetenschappen aan het Universitair Instituut voor de Overzeese Gebieden
Van 1951 tot 1960 was hij gewestbeheerder in Noord-Katanga in Belgisch-Congo. Vervolgens was hij viceconsul in Ndola, economisch attaché in Parijs, ambassaderaad in Washington D.C., consul-generaal in Rijsel en ambassadeur in Seoel. Van 1973 tot 1975 was hij ambassadeur in Tunis en in 1985 in Kaapstad. Hij was ook ambassadeur in Tel Aviv.
Van 1989 tot 1994 was Jacques grootmaarschalk aan het koninklijke hof. Hij was de laatste persoon die deze functie uitoefende onder koning Boudewijn.